# Východní Jeruzalém
Východní Jeruzalém je označení pro část Jeruzaléma, která byla v roce 1948 ve válce o nezávislost obsazena Jordánskem a následně v roce 1967 v šestidenní válce Izraelem. Zahrnuje jeruzalémské Staré město a některá z nejsvětějších míst judaismu, křesťanství a islámu, jako například Chrámovou horu, Zeď nářků, mešitu Al-aksá a baziliku Svatého hrobu. Toto označení tedy představuje oblast, která byla v letech 1949–1967 pod jordánskou správou a která byla začleněna do města Jeruzalém po roce 1967.
Po válce o nezávislost v roce 1948 byl Jeruzalém rozdělen na dvě části. Západní část, která byla obydlená převážně Židy, přešla pod izraelskou správu, zatímco východní část, obydlená převážně Araby, přešla pod jordánskou správu. Arabové žijící v západní části Jeruzaléma byli nuceni odejít a stejný osud postihl i Židy ve východní části Jeruzaléma. Jedinou oblastí ve východní části Jeruzaléma, která byla ponechána v izraelských rukou, po 19 let jordánské správy, byla hora Skopus, kde se nachází Hebrejská univerzita. Toto území tak tvořilo enklávu a proto se nepovažuje za součást východního Jeruzaléma. Po šestidenní válce v roce 1967 přešla východní část Jeruzaléma pod izraelskou správu a byla sloučena se západní oblastí, ještě společně s několika sousedícími vesnicemi ze Západního břehu. V listopadu 1967 vydala RB OSN rezoluci č. 242, která požadovala izraelské stažení z území, která okupuje po „posledním konfliktu“. Jeruzalém však v rezoluci výslovně zmíněn nebyl.
V roce 1980 přijal Kneset základní zákon Jeruzalém, ve kterém je uvedeno, že: „Jeruzalém, celý a sjednocený, je hlavním městem Izraele.“, čímž Východní Jeruzalém anektoval. Tento zákon však OSN spolu s ostatními státy světa neuznává a RB OSN přijala rezoluci č. 478, kterou označila tuto anexi za porušení mezinárodního práva a z Jeruzaléma členské státy stáhly své diplomatické mise. 
Východní Jeruzalém od roku 1988 považuje za své hlavní město stát Palestina.